# Jean de Natalis
Jean de Natalis (* 5. Mai 1670 in Montauban, Languedoc; † 29. März 1754 in Neuchâtel) war ein preußischer Oberst und preußischer Gouverneur des Kantons Neuenburg.

## Leben
Natalis war der Sohn des Oberst und späteren Botschaftsrats Jean de Natalis  und der Marthe de Colom.
Er musste 1686 aus Frankreich fliehen und kam wie viele Glaubensflüchtlinge nach Brandenburg-Preußen. Dort ging er zum Militär und gehörte zu den Hilfstruppen, die Preußen dem Kaiser zur Verfügung stellte.
Am 31. Dezember 1701 erhielt er eine Kompanie im Infanterieregiment No. 37  (später von Braun), das aus französischen Flüchtlingen gebildet wurde. 1713 wurde er Major, 1719 Oberstleutnant.
Danach wurde er Kommandeur von Pillau, stieg 1721 zum Oberst auf übernahm 1727 das Garnisonregiment No. II. Im Februar 1742 kam er als Oberst und preußischer Gouverneur nach Neuenburg. Nach seinem Tod übernahm George Keith diesen Posten.

## Familie
Er war seit 1720 mit Susanne de la Fargue (auch: Lafargue) verheiratet. Sie war die Tochter eines Rates an der Handelskammer in Königsberg. Von ihren Kindern wurde der Sohn Paul preußischer Generalmajor.